# Младен Деветак
Младен Деветак (Нови Сад, 12. март 1999) српски је фудбалер. Игра у одбрани, а тренутно наступа за Ријеку.

## Каријера
Прошао је млађе категорије Војводине, а за први тим овог клуба је дебитовао 21. маја 2017. на првенственом сусрету против Јавора. У јуну 2017. је потписао први професионални уговор са клубом, у трајању од четири године. Током првог дела сезоне 2017/18. је одиграо две првенствене утакмице, да би за други део сезоне био позајмљен ЧСК Пивари. У дресу клуба из Челарева је у Првој лиги Србије одиграо 14 утакмица, уз два постигнута гола. За први део сезоне 2018/19. поново је позајмљен, овога пута екипи Кабела из Новог Сада. За овај клуб је наступио на 15 утакмица у Српској лиги Војводина, да би се од јануара 2019. вратио у Војводину. Почетком септембра 2020. продужио је уговор са Војводином за наредне три године. Деветак је почетком августа 2022. потписао трогодишњи уговор са Палермом. Забележио је шест наступа за Палермо у Серији Б, након чега почетком 2023. године прослеђен на позајмицу у Витербезе. За сезону 2023/24. позајмљен је екипи Истре 1961. У августу 2024. напустио је Палермо и потписао је уговор са Ријеком.

## Статистика

### Клупска
Ажурирано 5. августа 2022.
| Клуб                     | Сезона   | Лига                  | Лига    | Лига   | Национални куп | Национални куп | Европа  | Европа | Остало  | Остало | Укупно  | Укупно |
| Клуб                     | Сезона   | Дивизија              | Наступа | Голова | Наступа        | Голова         | Наступа | Голова | Наступа | Голова | Наступа | Голова |
| ------------------------ | -------- | --------------------- | ------- | ------ | -------------- | -------------- | ------- | ------ | ------- | ------ | ------- | ------ |
|                          |          |                       |         |        |                |                |         |        |         |        |         |        |
| Војводина                | 2016/17. | Суперлига Србије      | 1       | 0      | 0              | 0              | —       | —      | —       | —      | 1       | 0      |
| Војводина                | 2017/18. | Суперлига Србије      | 2       | 0      | 0              | 0              | 0       | 0      | —       | —      | 2       | 0      |
|                          |          |                       |         |        |                |                |         |        |         |        |         |        |
| ЧСК Челарево (позајмица) | 2017/18. | Прва лига Србије      | 14      | 2      | —              | —              | —       | —      | —       | —      | 14      | 2      |
|                          |          |                       |         |        |                |                |         |        |         |        |         |        |
| Кабел (позајмица)        | 2018/19. | Српска лига Војводина | 15      | 3      | —              | —              | —       | —      | —       | —      | 15      | 3      |
|                          |          |                       |         |        |                |                |         |        |         |        |         |        |
| Војводина                | 2018/19. | Суперлига Србије      | 14      | 0      | 1              | 0              | —       | —      | —       | —      | 15      | 0      |
| Војводина                | 2019/20. | Суперлига Србије      | 21      | 1      | 2              | 0              | —       | —      | —       | —      | 23      | 1      |
| Војводина                | 2020/21. | Суперлига Србије      | 30      | 0      | 2              | 0              | 0       | 0      | —       | —      | 32      | 0      |
| Војводина                | 2021/22. | Суперлига Србије      | 29      | 0      | 1              | 0              | 4       | 0      | —       | —      | 34      | 0      |
| Војводина                | Укупно   | Укупно                | 97      | 1      | 6              | 0              | 4       | 0      | —       | —      | 107     | 1      |
|                          |          |                       |         |        |                |                |         |        |         |        |         |        |
| Палермо                  | 2022/23. | Серија Б              | 0       | 0      | 0              | 0              | —       | —      | —       | —      | 0       | 0      |
|                          |          |                       |         |        |                |                |         |        |         |        |         |        |
| Каријера                 | Каријера | Каријера              | 126     | 6      | 6              | 0              | 4       | 0      | —       | —      | 136     | 6      |
|                          |          |                       |         |        |                |                |         |        |         |        |         |        |

### Утакмице у дресу репрезентације
| Репрезентација Србије у узрасту до 16 година старости | Репрезентација Србије у узрасту до 16 година старости | Репрезентација Србије у узрасту до 16 година старости | Репрезентација Србије у узрасту до 16 година старости | Репрезентација Србије у узрасту до 16 година старости | Репрезентација Србије у узрасту до 16 година старости | Репрезентација Србије у узрасту до 16 година старости | Репрезентација Србије у узрасту до 16 година старости | Репрезентација Србије у узрасту до 16 година старости | Репрезентација Србије у узрасту до 16 година старости |
| #                                                     | Датум                                                 | Такмичење                                             | Локација                                              | Домаћин                                               | Резултат                                              | Гост                                                  | Гол                                                   | Реф.                                                  |                                                       |
| ----------------------------------------------------- | ----------------------------------------------------- | ----------------------------------------------------- | ----------------------------------------------------- | ----------------------------------------------------- | ----------------------------------------------------- | ----------------------------------------------------- | ----------------------------------------------------- | ----------------------------------------------------- | ----------------------------------------------------- |
| 1.                                                    | 2. јун 2015.                                          | Меморијални турнир „Миљан Миљанић”                    | Стадион Чукаричког, Баново Брдо                       | Србија                                                | 2 : 1                                                 | Словачка                                              |                                                       | [ 20 ]                                                |                                                       |
| 2.                                                    | 3. јун 2015.                                          | Меморијални турнир „Миљан Миљанић”                    | Кућа фудбала, Стара Пазова                            | Србија                                                | 2 : 3                                                 | Русија                                                |                                                       | [ 21 ]                                                |                                                       |
| 3.                                                    | 5. јун 2015.                                          | Меморијални турнир „Миљан Миљанић”                    | Стадион Чукаричког, Баново Брдо                       | Србија                                                | 0 : 0                                                 | Хрватска                                              |                                                       | [ 22 ]                                                |                                                       |
| 3                                                     | Укупан број утакмица и постигнутих погодака           | Укупан број утакмица и постигнутих погодака           | Укупан број утакмица и постигнутих погодака           | Укупан број утакмица и постигнутих погодака           | Укупан број утакмица и постигнутих погодака           | Укупан број утакмица и постигнутих погодака           | 0                                                     |                                                       |                                                       |

| Репрезентација Србије у узрасту до 17 година старости | Репрезентација Србије у узрасту до 17 година старости | Репрезентација Србије у узрасту до 17 година старости | Репрезентација Србије у узрасту до 17 година старости | Репрезентација Србије у узрасту до 17 година старости | Репрезентација Србије у узрасту до 17 година старости | Репрезентација Србије у узрасту до 17 година старости | Репрезентација Србије у узрасту до 17 година старости | Репрезентација Србије у узрасту до 17 година старости | Репрезентација Србије у узрасту до 17 година старости |
| #                                                     | Датум                                                 | Такмичење                                             | Локација                                              | Домаћин                                               | Резултат                                              | Гост                                                  | Гол                                                   | Реф.                                                  |                                                       |
| ----------------------------------------------------- | ----------------------------------------------------- | ----------------------------------------------------- | ----------------------------------------------------- | ----------------------------------------------------- | ----------------------------------------------------- | ----------------------------------------------------- | ----------------------------------------------------- | ----------------------------------------------------- | ----------------------------------------------------- |
| 1.                                                    | 4. август 2015.                                       | Међународни турнир „Рацкеве”                          |                                                       | Мађарска                                              | 1 : 3                                                 | Србија                                                |                                                       | [ 24 ]                                                |                                                       |
| 2.                                                    | 6. август 2015.                                       | Међународни турнир „Рацкеве”                          |                                                       | Хрватска                                              | 1 : 0                                                 | Србија                                                |                                                       | [ 25 ]                                                |                                                       |
| 3.                                                    | 22. септембар 2015.                                   | Пријатељска утакмица                                  | Кућа фудбала, Стара Пазова                            | Србија                                                | 0 : 2                                                 | Босна и Херцеговина                                   |                                                       | [ 26 ]                                                |                                                       |
| 4.                                                    | 24. октобар 2015.                                     | Квалификације за Европско првенство                   |                                                       | Србија                                                | 6 : 1                                                 | Луксембург                                            |                                                       | [ 27 ]                                                |                                                       |
| 5.                                                    | 26. октобар 2015.                                     | Квалификације за Европско првенство                   |                                                       | Србија                                                | 0 : 0                                                 | Литванија                                             |                                                       | [ 28 ]                                                |                                                       |
| 6.                                                    | 29. октобар 2015.                                     | Квалификације за Европско првенство                   |                                                       | Аустрија                                              | 1 : 1                                                 | Србија                                                |                                                       | [ 29 ]                                                |                                                       |
| 7.                                                    | 16. фебруар 2016.                                     | Пријатељска утакмица                                  | Градски стадион, Манцано                              | Италија                                               | 3 : 1                                                 | Србија                                                |                                                       | [ 30 ]                                                |                                                       |
| 8.                                                    | 18. фебруар 2016.                                     | Пријатељска утакмица                                  | Градски стадион, Манцано                              | Италија                                               | 4 : 2                                                 | Србија                                                |                                                       | [ 31 ]                                                |                                                       |
| 9.                                                    | 28. март 2016.                                        | Квалификације за Европско првенство                   |                                                       | Република Ирска                                       | 0 : 2                                                 | Србија                                                |                                                       | [ 32 ]                                                |                                                       |
| 10.                                                   | 6. мај 2016.                                          | Европско првенство                                    |                                                       | Италија                                               | 2 : 1                                                 | Србија                                                |                                                       | [ 33 ]                                                |                                                       |
| 11.                                                   | 9. мај 2016.                                          | Европско првенство                                    | Олимпијски стадион у Бакуу                            | Србија                                                | 1 : 1                                                 | Шпанија                                               |                                                       | [ 34 ]                                                |                                                       |
| 11                                                    | Укупан број утакмица и постигнутих погодака           | Укупан број утакмица и постигнутих погодака           | Укупан број утакмица и постигнутих погодака           | Укупан број утакмица и постигнутих погодака           | Укупан број утакмица и постигнутих погодака           | Укупан број утакмица и постигнутих погодака           | 0                                                     |                                                       |                                                       |

| Репрезентација Србије у узрасту до 18 година старости | Репрезентација Србије у узрасту до 18 година старости | Репрезентација Србије у узрасту до 18 година старости | Репрезентација Србије у узрасту до 18 година старости | Репрезентација Србије у узрасту до 18 година старости | Репрезентација Србије у узрасту до 18 година старости | Репрезентација Србије у узрасту до 18 година старости | Репрезентација Србије у узрасту до 18 година старости | Репрезентација Србије у узрасту до 18 година старости | Репрезентација Србије у узрасту до 18 година старости |
| #                                                     | Датум                                                 | Такмичење                                             | Локација                                              | Домаћин                                               | Резултат                                              | Гост                                                  | Гол                                                   | Реф.                                                  |                                                       |
| ----------------------------------------------------- | ----------------------------------------------------- | ----------------------------------------------------- | ----------------------------------------------------- | ----------------------------------------------------- | ----------------------------------------------------- | ----------------------------------------------------- | ----------------------------------------------------- | ----------------------------------------------------- | ----------------------------------------------------- |
| 1.                                                    | 16. мај 2017.                                         | Пријатељска утакмица                                  | Кућа фудбала, Стара Пазова                            | Србија                                                | 0 : 2                                                 | Чешка                                                 |                                                       | [ 35 ]                                                |                                                       |
| 2.                                                    | 18. мај 2017.                                         | Пријатељска утакмица                                  | Кућа фудбала, Стара Пазова                            | Србија                                                | 3 : 1                                                 | Чешка                                                 |                                                       | [ 36 ]                                                |                                                       |
| 3.                                                    | 3. јун 2017.                                          | Пријатељска утакмица                                  | Кућа фудбала, Стара Пазова                            | Србија                                                | 3 : 0                                                 | Француска                                             |                                                       | [ 37 ]                                                |                                                       |
| 3                                                     | Укупан број утакмица и постигнутих погодака           | Укупан број утакмица и постигнутих погодака           | Укупан број утакмица и постигнутих погодака           | Укупан број утакмица и постигнутих погодака           | Укупан број утакмица и постигнутих погодака           | Укупан број утакмица и постигнутих погодака           | 0                                                     |                                                       |                                                       |

| Репрезентација Србије у узрасту до 19 година старости | Репрезентација Србије у узрасту до 19 година старости | Репрезентација Србије у узрасту до 19 година старости | Репрезентација Србије у узрасту до 19 година старости | Репрезентација Србије у узрасту до 19 година старости | Репрезентација Србије у узрасту до 19 година старости | Репрезентација Србије у узрасту до 19 година старости | Репрезентација Србије у узрасту до 19 година старости | Репрезентација Србије у узрасту до 19 година старости | Репрезентација Србије у узрасту до 19 година старости |
| #                                                     | Датум                                                 | Такмичење                                             | Локација                                              | Домаћин                                               | Резултат                                              | Гост                                                  | Гол                                                   | Реф.                                                  |                                                       |
| ----------------------------------------------------- | ----------------------------------------------------- | ----------------------------------------------------- | ----------------------------------------------------- | ----------------------------------------------------- | ----------------------------------------------------- | ----------------------------------------------------- | ----------------------------------------------------- | ----------------------------------------------------- | ----------------------------------------------------- |
| 1.                                                    | 24. март 2018.                                        | Квалификације за Европско првенство                   | Стадион Илие Оана, Плоешти                            | Србија                                                | 1 : 2                                                 | Украјина                                              |                                                       | [ 38 ]                                                |                                                       |
| 2.                                                    | 27. март 2018.                                        | Квалификације за Европско првенство                   | Тренинг центар, Буфтеа                                | Србија                                                | 3 : 2                                                 | Шведска                                               |                                                       | [ 39 ]                                                |                                                       |
| 3                                                     | Укупан број утакмица и постигнутих погодака           | Укупан број утакмица и постигнутих погодака           | Укупан број утакмица и постигнутих погодака           | Укупан број утакмица и постигнутих погодака           | Укупан број утакмица и постигнутих погодака           | Укупан број утакмица и постигнутих погодака           | 0                                                     |                                                       |                                                       |

| Репрезентација Србије у узрасту до 21 године старости | Репрезентација Србије у узрасту до 21 године старости                    | Репрезентација Србије у узрасту до 21 године старости                    | Репрезентација Србије у узрасту до 21 године старости                    | Репрезентација Србије у узрасту до 21 године старости                    | Репрезентација Србије у узрасту до 21 године старости                    | Репрезентација Србије у узрасту до 21 године старости                    | Репрезентација Србије у узрасту до 21 године старости | Репрезентација Србије у узрасту до 21 године старости | Репрезентација Србије у узрасту до 21 године старости |
| #                                                     | Датум                                                                    | Такмичење                                                                | Локација                                                                 | Домаћин                                                                  | Резултат                                                                 | Гост                                                                     | Гол                                                   | Реф.                                                  |                                                       |
| ----------------------------------------------------- | ------------------------------------------------------------------------ | ------------------------------------------------------------------------ | ------------------------------------------------------------------------ | ------------------------------------------------------------------------ | ------------------------------------------------------------------------ | ------------------------------------------------------------------------ | ----------------------------------------------------- | ----------------------------------------------------- | ----------------------------------------------------- |
| 1.                                                    | 6. септембар 2019.                                                       | Квалификације за Европско првенство                                      | Мордовија арена, Саранск                                                 | Русија                                                                   | 1 : 0                                                                    | Србија                                                                   |                                                       | [ 40 ]                                                |                                                       |
| 2.                                                    | 10. септембар 2019.                                                      | Квалификације за Европско првенство                                      | Стадион Карађорђе, Нови Сад                                              | Србија                                                                   | 1 : 1                                                                    | Летонија                                                                 |                                                       | [ 41 ]                                                |                                                       |
| 3.                                                    | 11. октобар 2019.                                                        | Квалификације за Европско првенство                                      | Стадион Славије, Софија                                                  | Бугарска                                                                 | 0 : 1                                                                    | Србија                                                                   |                                                       | [ 42 ]                                                |                                                       |
| 3                                                     | Укупан број утакмица, постигнутих погодака и минута проведених на терену | Укупан број утакмица, постигнутих погодака и минута проведених на терену | Укупан број утакмица, постигнутих погодака и минута проведених на терену | Укупан број утакмица, постигнутих погодака и минута проведених на терену | Укупан број утакмица, постигнутих погодака и минута проведених на терену | Укупан број утакмица, постигнутих погодака и минута проведених на терену |                                                       |                                                       |                                                       |

## Успеси
Војводина
- Куп Србије : 2019/20.[43]